# Microsoft Safety Scanner
Microsoft Safety Scannerとは無料で使用できるマイクロソフト開発のウィルススキャナーである。悪意のあるソフトウェアの削除ツールと同様にコンピュータウイルスやマルウェアに感染していないかシステムをスキャンする。2011年4月15日にWindows Live OneCare Safety Scannerの後継として配布を開始した。
Microsoft Safety Scannerは常駐による常時保護するわけではなく、ウイルス定義ファイルもアップデートできず10日間しか利用できないため日常的に使用するツールではない。一方で潜在的な干渉をしないアンチウイルスソフトが既に入っているコンピュータで使用することが出来る。従って、潜在的に感染しているコンピュータで他のアンチウイルスソフトの二次的使用としてスキャンすることが出来る。また、スキャンにはMicrosoft Security EssentialsやMicrosoft Forefront Endpoint Protectionと同一の検出エンジンとマルウェア検出システムを使用している
。
2011年7月24日現在、Microsoft Safety Scannerのソフトウェア利用許諾はソフトウェア開発目的のユーザーに限られている。現在は不明。